# Lipkovo
Lipkovo (mazedonisch Липково; albanisch definit Likova, indefinit Likovë) ist ein Dorf im Norden Nordmazedoniens. Es ist Hauptort der gleichnamigen Opština, zu der noch weitere Dörfer im Umland gehören (unter anderem Lojane).
Der Ort erlangte Bekanntheit durch die „Vorfall von Gošince“ genannte Attacke mit Geiselnahme am 21. April 2015.

## Geographische Lage
Lipkovo liegt westlich von Kumanovo und südlich vom Kosovo und von Serbien.

## Bevölkerung
Bei der Volkszählung im Jahr 2021 bezeichneten sich 2.104 von 2.138 Dorfeinwohnern als Albaner und 34 Personen gaben eine andere Ethnie an.

## Persönlichkeiten
- Jakup Asipi (1951–2006), islamischer Gelehrter